# Kościół św. Marii w Kyritz
Kościół św. Marii (niem. St.-Marien-Kirche) – protestancka świątynia znajdująca się w niemieckim mieście Kyritz.

## Historia
Pierwszy kościół w tym miejscu wzniesiono w XII wieku, była to romańsko-wczesnogotycka sala pod wezwaniem św. Mikołaja. Obecny budynek postawiono w XIII wieku, wzniesiono go z cegły i kamienia polnego, z piaskowcowym podnóżem. Przebudowany po pożarze, w latach 1708-1714, w stylu barokowym. Gotycka wieża została zburzona w 1848 i zastąpiona w 1850 dwuwieżową fasadą projektu Friedricha Augusta Stülera, inspektora budowlanego Prus. Wiele barokowych dekoracji usunięto podczas remontu wnętrza w 1904. W 1926 do okien naw bocznych wstawiono witraże, ufundowane przez mieszkańców miasta. 

## Architektura i wyposażenie
Świątynia barokowa, trójnawowa, sklepiona żebrowo, z neogotycką fasadą. Wnętrze zdobią: 
- średniowieczny ołtarz św. Achacego, przeniesiony w 1978 z częściowo zburzonego kościoła w Brüsenhagen[4];
- piaskowcowa chrzcielnica, wykonana prawdopodobnie w drugiej połowie XVI wieku,
- ambona z 1714;
- fragmenty stalli z pierwszej ćwierci XVIII wieku;
- organy z 1873, wykonane przez Adolfa Reubkego, odrestaurowane w latach 1963-1965 i 1994-1995[2].

## Galeria

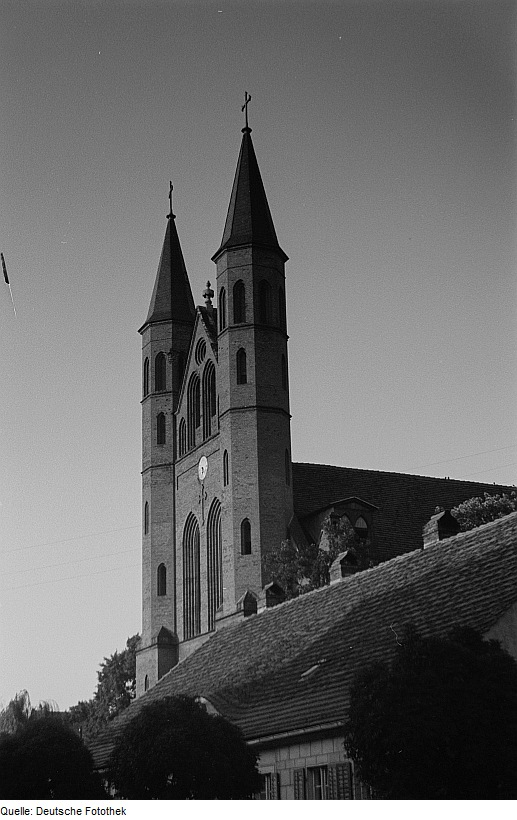
Fasada w 1952
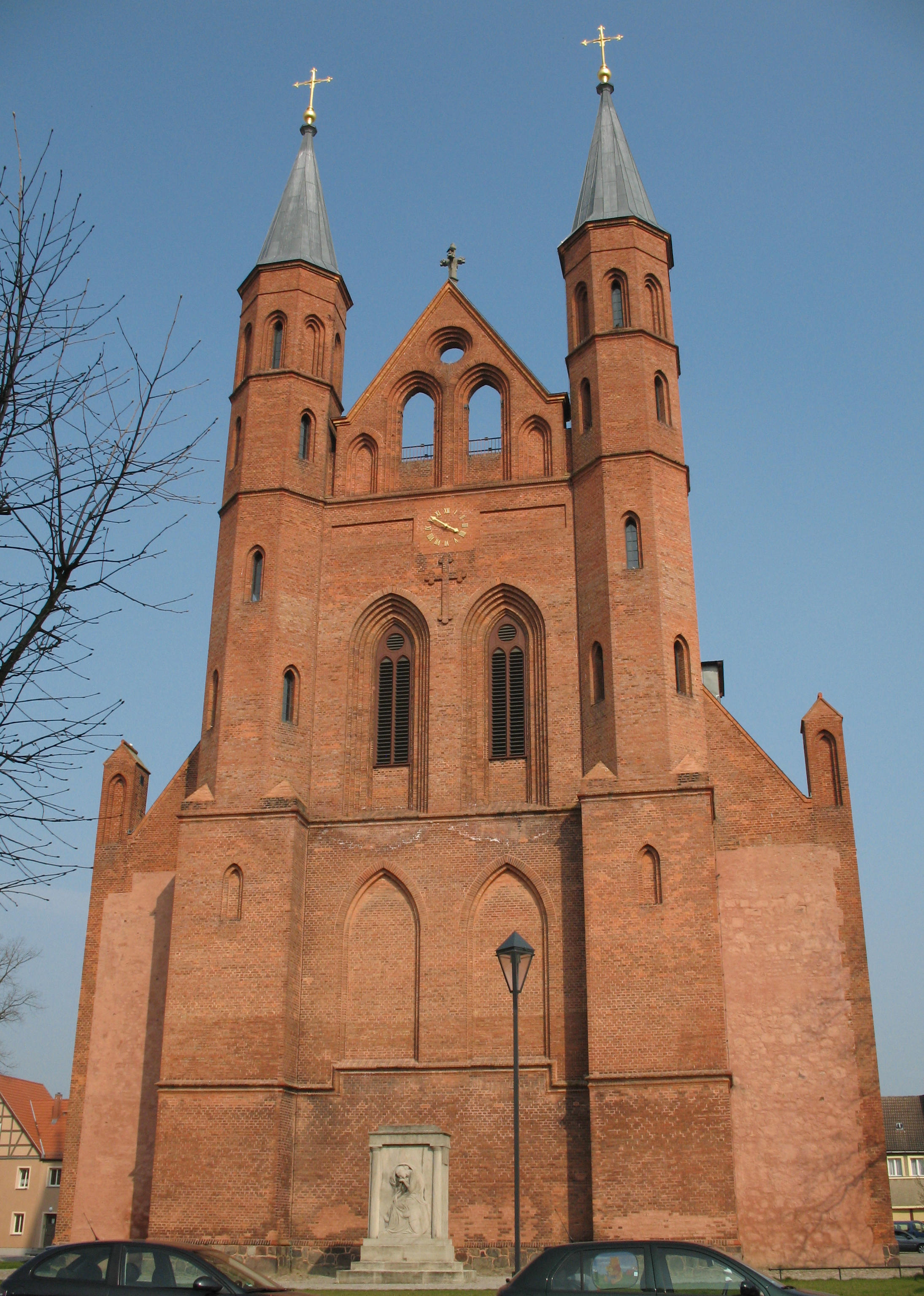
Fasada w 2009
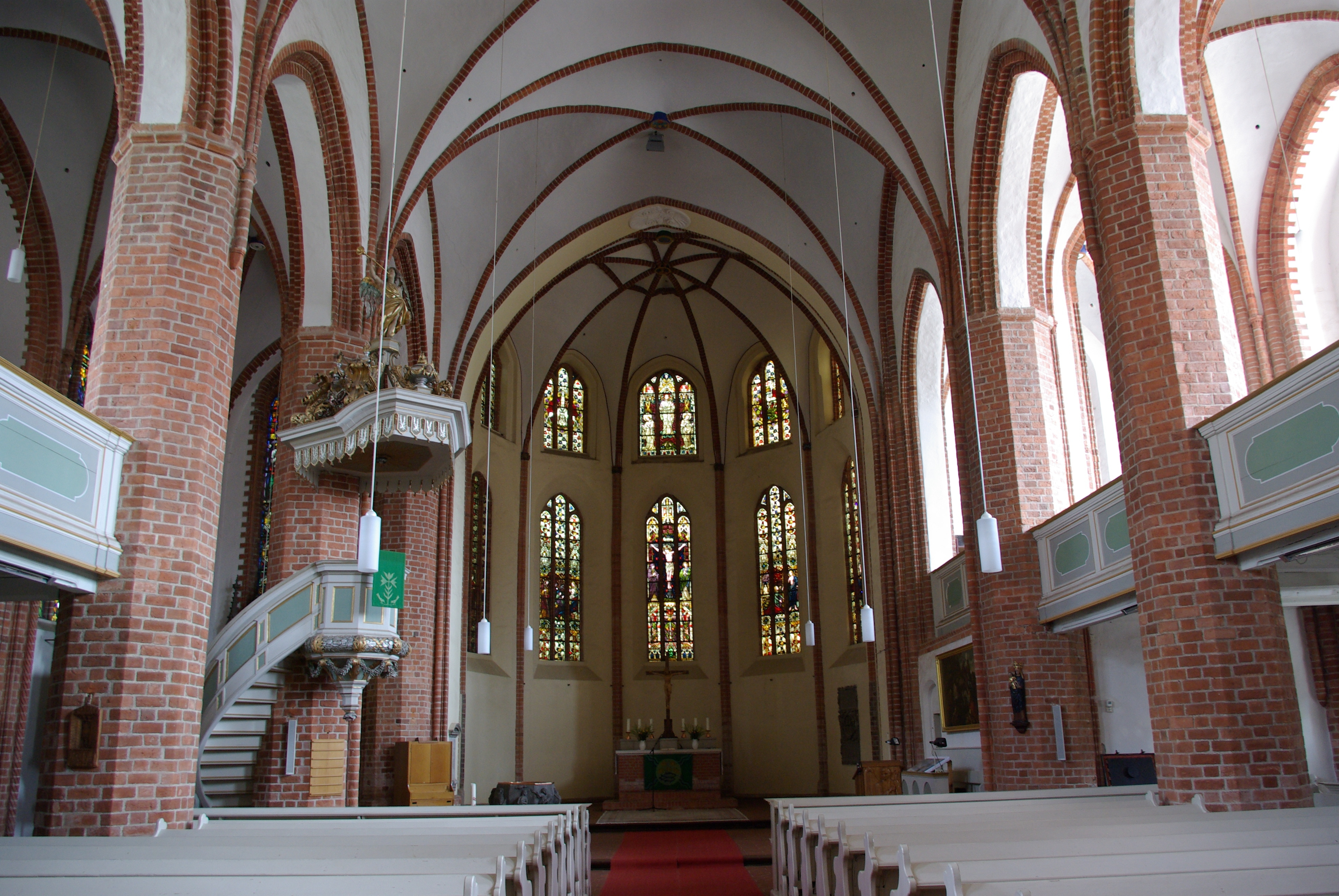
Wnętrze
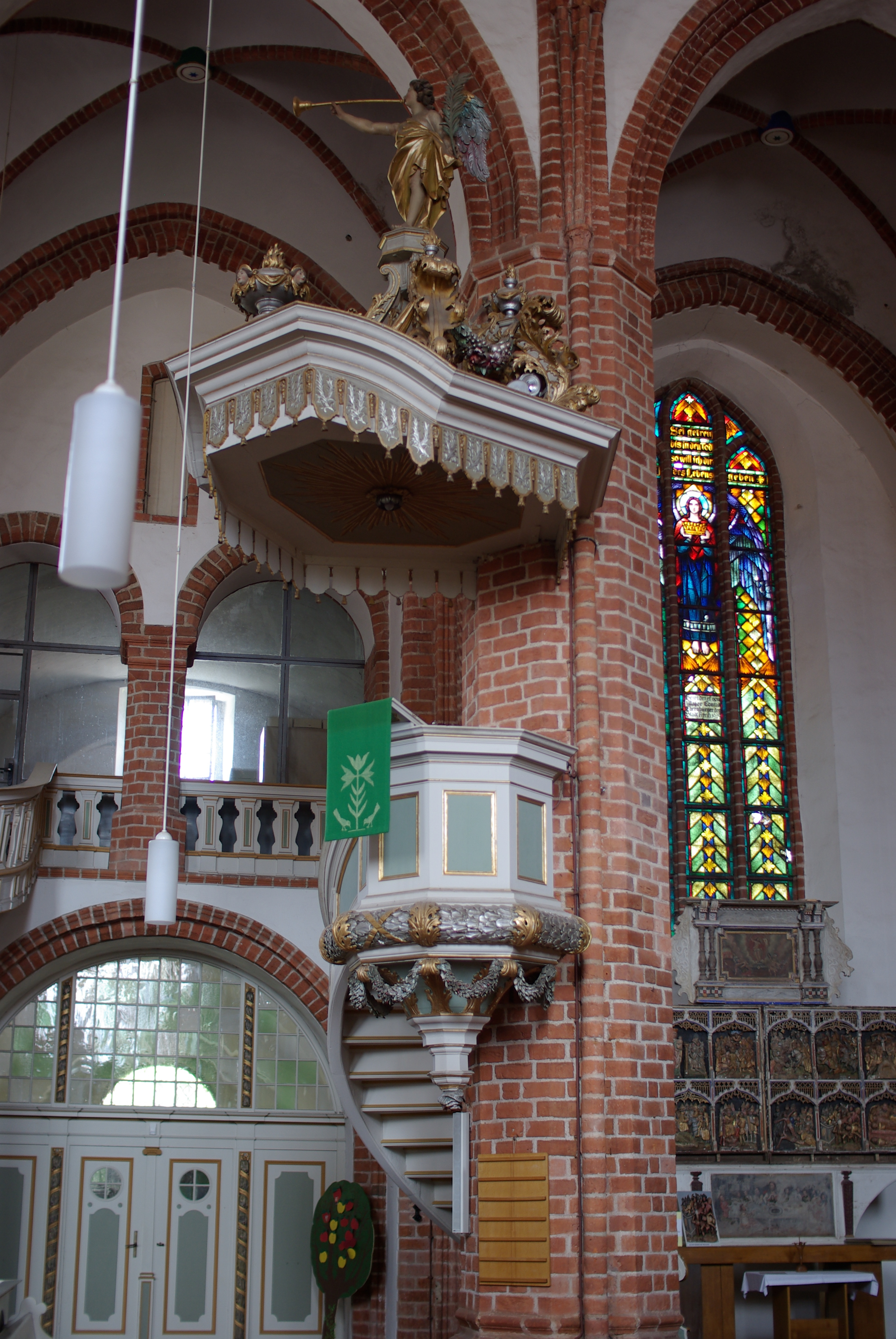
Ambona
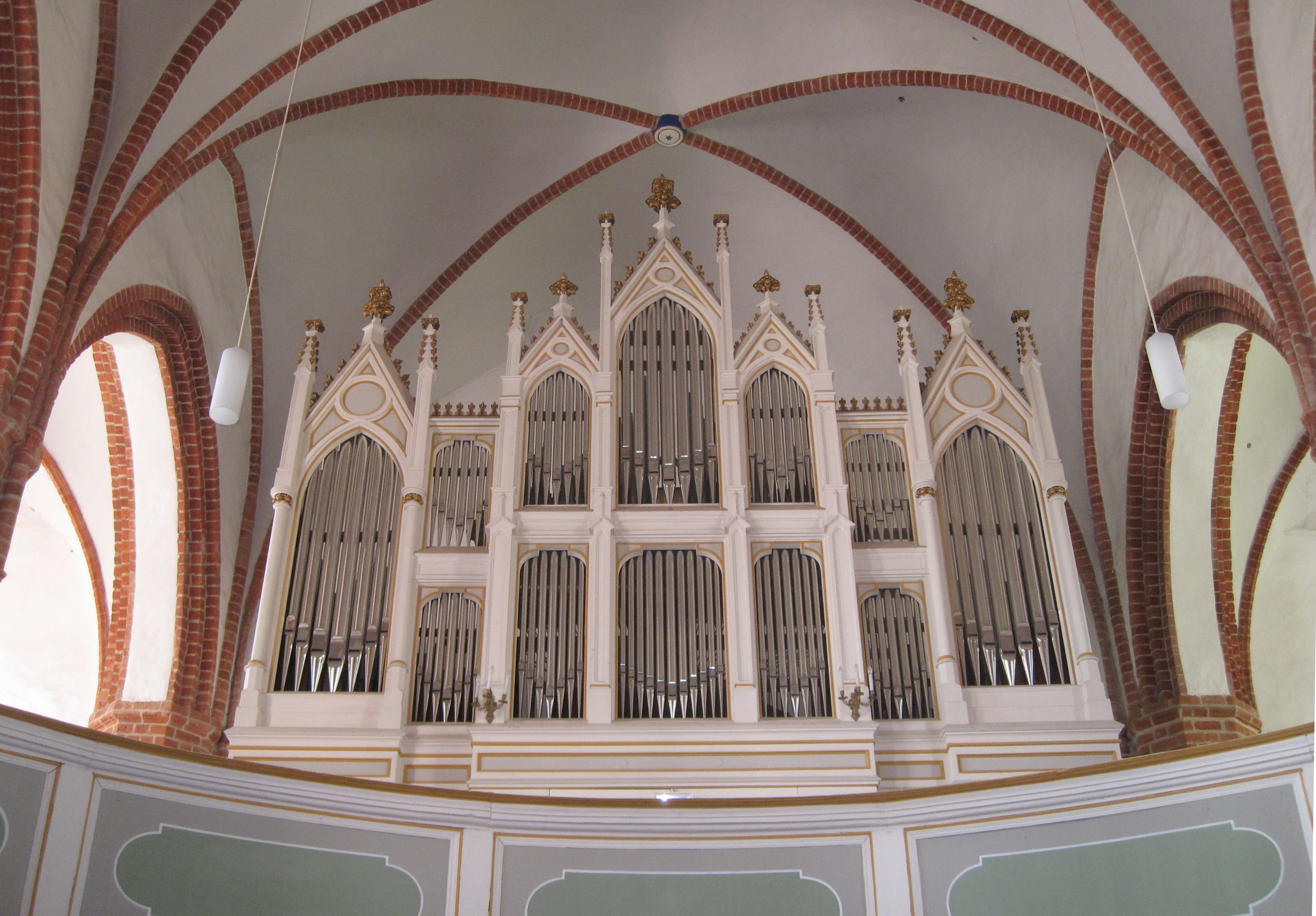
Organy
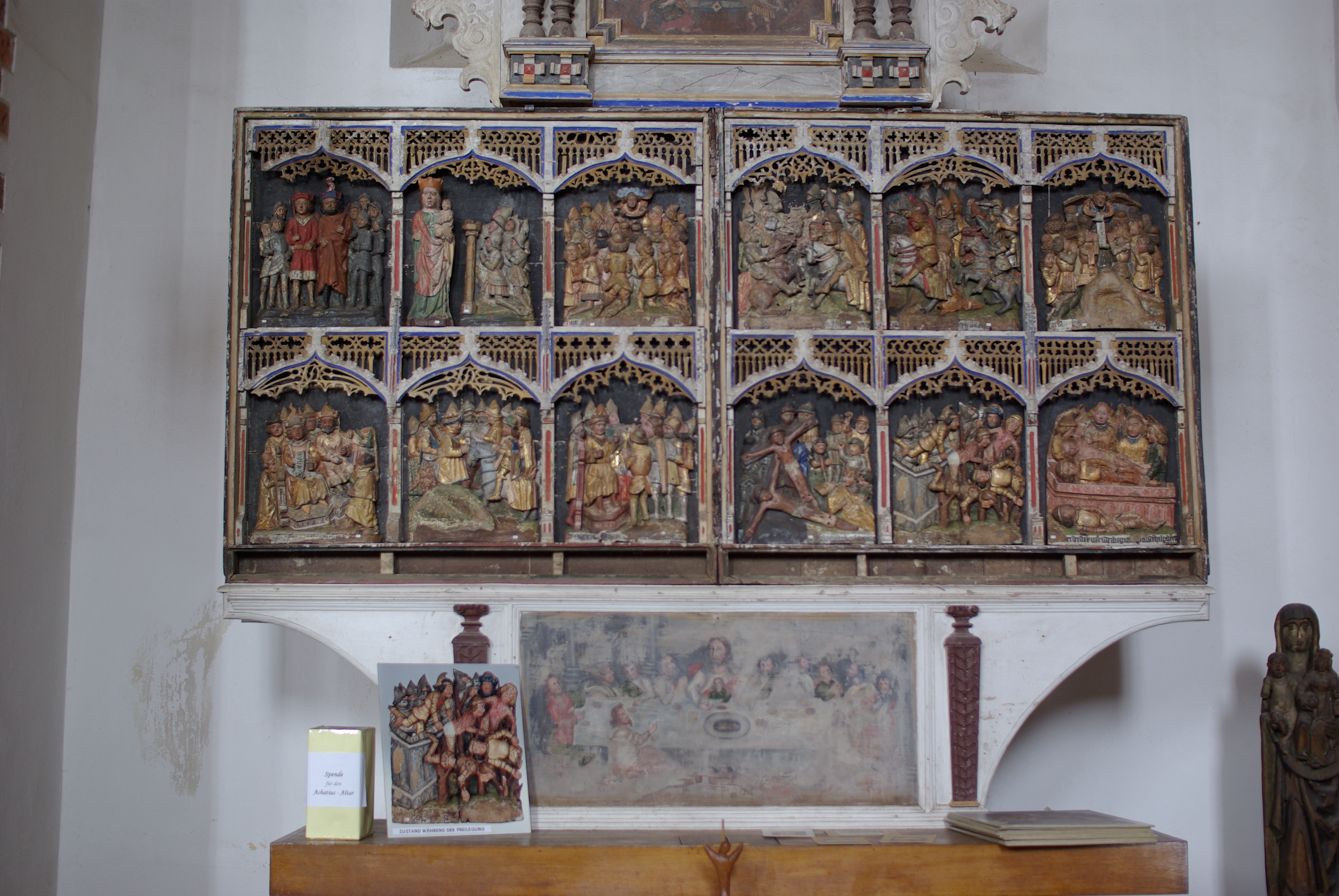
Ołtarz św. Achacego